# Dogu Perincek
Doğu Perincek (* 17. června 1942 Gaziantep) je turecký právník, politický aktivista a, od roku 2015, předseda levicové Vatan Partisi, turecké novodobé dělnické strany.
Narodil se do v roce 1942 jako syn zástupce vrchního prokurátora tureckého nejvyššího soudu. Po studiích německého jazyka v Mnichově dokončil v roce 1964 bakalářské studium na právnické fakultě v Ankaře a získal doktorát v Berlíně. Krátce po studiích vstoupil do aktivní politiky jako spoluzakladatel maoistické komunistické strany TİİKP. Po vojenském puči prezidenta Evrena v roce 1980 však z aktivní politiky odešel. V roce 1992 stál u zrodu nové Dělnické strany Turecka, která se v roce 2015 přetavila ve Vlasteneckou stranu, Vatan Partisi.
Je známým popíračem arménské genocidy, za což byl odsouzen švycarskými soudy v roce 2007, avšak po odvolání k Velkému senátu Evropského soudu pro lidská práva byl osvobozen na základě svobody slova. Turecký soud ho v roce 2013, jako sekulárního ultranacionalistu, obvinil z terorismu (kauza Ergenekon) a odsoudil na doživotí, přičemž v roce 2014 byl z vězení propuštěn a sám odhalil již veřejně známou skutečnost, že spolupracuje s vládnoucí Stranou spravedlnosti a rozvoje (AKP) a jejím vůdcem, Recepem Tayyipem Erdoganem.